# Żegnaj Judaszu
Żegnaj Judaszu – sztuka teatralna Ireneusza Iredyńskiego, tragedia, polski dramat współczesny w trzech aktach. Sztuka została napisana w 1965 roku, jej prapremiera odbyła się w 1971 roku w reżyserii Konrada Swinarskiego. Anna Polony grająca w spektaklu Swinarskiego Młodą Bladą, uważa ją za jedną z przełomowych ról w swojej karierze. Wydano ją w 1974 roku w tomie pt. Sytuacje teatralne: wybrane utwory sceniczne. Zarówno tytułem, jak i treścią nawiązuje do historii biblijnego Judasza.

## Fabuła
W opuszczonej sali gimnastycznej spotykają się trzej przedstawiciele tajnej organizacji, komisarz policji i jego zastępca oraz dziewczyna. Judasz, obarczony złą sławą swego biblijnego imienia, staje pomiędzy dwiema grupami ludzi, niby zwalczających się, ale stosujących te same metody. Sztuka opowiada o sprawie współczesnego człowieka próbującego wymknąć się przeznaczeniu, stawia problem funkcjonowania w świecie przemocy takich wartości jak przyjaźń, lojalność i miłość.
Bohaterami sztuki są:
- Judasz,
- Młodziutka Blada / Młoda Blada,
- Jan,
- Piotr,
- Komisarz.

## Ważniejsze realizacje teatralne
Realizacje sztuki w Polsce:
- Stary Teatr im. Heleny Modrzejewskiej, Kraków, 14 marca 1971, reż. Konrad Swinarski; prapremiera;

(obsada: Henryk Giżycki, Jerzy Bińczycki, Jerzy Trela, Jerzy Nowak, Anna Polony);
- Teatr im. Stefana Jaracza w Olsztynie, Olsztyn, 15 stycznia 1972, reż. Andrzej Przybylski;

(obsada: Feliks Szajnert, Jan Kulczycki, Janusz Dziubiński, Zbigniew Szpecht, Urszula Lorenz);
- Teatr Powszechny w Warszawie, Warszawa, 25 listopada 1975, reż. Wiesław Górski;

(obsada: Krzysztof Majchrzak, Andrzej Wasilewicz, Mariusz Benoit, Maciej Rayzacher, Piotr Cieślak, Grażyna Marzec, Kazimierz Kaczor);
- Teatr im. Stefana Jaracza w Łodzi, Łódź, 8 kwietnia 1978, reż. Jerzy Hutek;

(obsada: Andrzej Głoskowski, Wanda Grzeczkowska, Paweł Kruk, Stanisław Jaroszyński, Jan Tesarz, Mariusz Leszczyński);
- Teatr Dramatyczny im. Aleksandra Węgierki w Białymstoku, Białystok, 20 października 1978, reż. Wojciech Pisarek;

(obsada: Andrzej Szczytko, Joanna Ładyńska, Cezary Sokołowski, Krzysztof Kaczmarek, Zenon Jakubiec);
- Teatr Polski w Warszawie, Warszawa, 20 maja 1982, reż. Jan Bratkowski;

(obsada: Marek Barbasiewicz, Joanna Szczepkowska, Janusz Zakrzeński, Andrzej Żarnecki, Michał Pawlicki, Zygmunt Sierakowski);
- Teatr Polski we Wrocławiu, Wrocław, 12 lutego 1983, reż. Jacek Bunsch;

(obsada: Zbigniew Lesień, Grażyna Krukówna, Ferdynand Matysik, Cezary Harasimowicz, Zygmunt Bielawski);
- Teatr im. Wilama Horzycy w Toruniu, Toruń, 14 maja 1984, reż. Stefan Knothe;

(obsada: Wojciech Bartoszek, Monika Dąbrowska, Włodzimierz Maciudziński, Sławomir Lewandowski, Stefan Knothe);
- Teatr Śląski im. Stanisława Wyspiańskiego w Katowicach, Katowice, 27 stycznia 1991, reż. Janusz Ostrowski;

(obsada: Jerzy Głybin, Agata Witkowska, Piotr Warszawski, Czesław Stopka, Janusz Ostrowski, Jarosław Karpuk);
Realizacje sztuki zagranicą:
- The New Polish Theatre w Rosslyn Spectrum Theatre w Arlington, w stanie Virginia, 13 maja 2003, reż. Sylvia Daneel[13];
- Teatr Dramatyczny im. Tarasa Szewczenki w Charkowie, Charków, 7 lipca 2013, reż. Andrzej Szczytko[14];

Realizacje w szkołach teatralnych:
- Akademia Teatralna im. Aleksandra Zelwerowicza w Warszawie, Warszawa, 26 października 2002, reż. Bożena Suchocka;

(obsada: Marcin Bosak, Eliza Borowska, Paweł Koślik, Paweł Prokopczuk, Nikodem Kasprowicz, Maciej Makowski);
Realizacje w Teatrze Telewizji i Teatr Polskiego Radia:
- Teatr Telewizji, 30 października 1980, reż. Jolanta Słobodzian;

(obsada; Jerzy Trela, Elżbieta Karkoszka, Jerzy Radziwiłowicz, Edward Lubaszenko, Wiesław Wójcik);
- Teatr Telewizji, 13 listopada 2005, reż. Bożena Suchocka;

(obsada: Marcin Bosak, Eliza Borowska, Paweł Koślik, Paweł Prokopczuk, Nikodem Kasprowicz, Maciej Makowski);
- Teatr Polskiego Radia, 20 marca 2007, reż. Julia Wernio;

(obsada: Marcin Hycnar, Karolina Gruszka, Miłogost Reczek, Robert Jarociński, Henryk Niebudek).